# تیفانی اسپنسن
تیفانی اِسپنسن (انگلیسی: Tiffany Espensen؛ زادهٔ ۱۰ فوریهٔ ۱۹۹۹) بازیگر و صداپیشه چینی‌تبار اهل ایالات متحده آمریکا است. وی در چین به‌دنیا آمد و توسط یک زوج آمریکایی به فرزندخواندگی پذرفته و به آمریکا آورده شد.
از فیلم‌ها یا برنامه‌های تلویزیونی که وی در آن نقش داشته‌است، می‌توان به مرد عنکبوتی: بازگشت به خانه، هاپ، انتقام‌جویان: جنگ ابدیت و فینیس و فرب اشاره کرد.